# 流通経済大学付属柏中学校・高等学校
流通経済大学付属柏中学校・高等学校（りゅうつうけいざいだいがくふぞくかしわちゅうがっこう・こうとうがっこう、英: Ryukei Kashiwa Junior and Senior High School
）は、千葉県柏市十余二にある私立中学校・高等学校。学校法人流通経済大学が運営する。略称は「流経大柏（りゅうけいだいかしわ）」「流大柏（りゅうだいかしわ）」「流経柏（りゅうけいかしわ）」「流経（りゅうけい）」など。

## 概要
茨城県龍ケ崎市に本部を構える流通経済大学の付属高校として、1985年に開校した。
「週5日制」や「自己推薦入試（一芸入試）」を導入した。
ラグビー・サッカーなど、スポーツに力を入れており、ラグビー部は全国高等学校ラグビーフットボール大会の常連校、県内では強豪校として知られている。サッカー部も2000年代に急速に頭角を表し、高円宮杯U-18サッカーリーグ チャンピオンシップ、全国高等学校サッカー選手権大会、全国高校総体のすべてで優勝を経験するなどの実績がある（詳細は下記#沿革を参照）。
後述するとおり、2023年4月に中学校が設置され、流通経済大学付属柏中学校・高等学校となった。高等学校では、中学校から入学した内部進学生（「中入生」）と高等学校から入学した外部進学生（「高入生」）が、3年間は基本的に別のクラスになる。

## 沿革

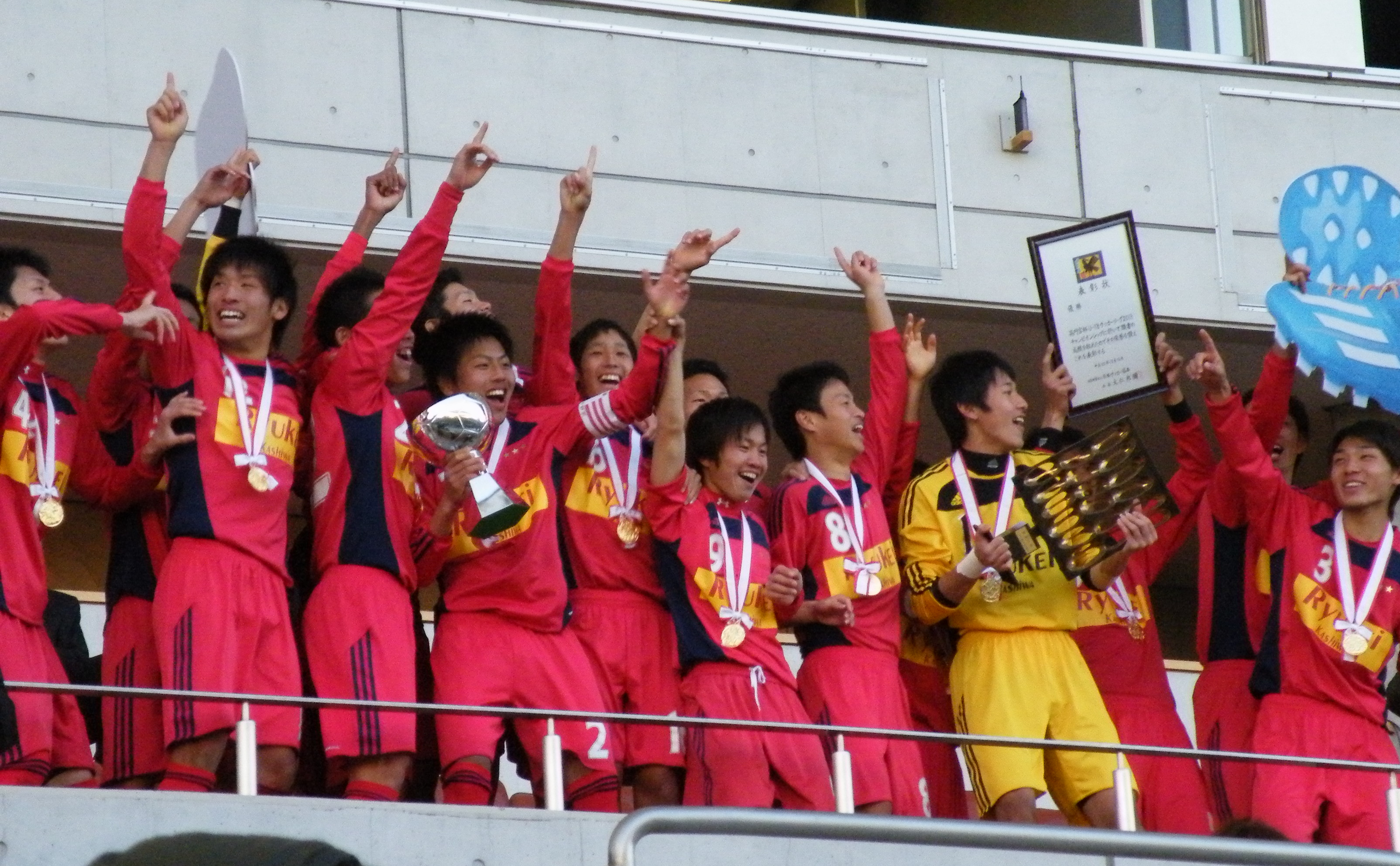
高円宮杯U-18サッカーリーグ2013 チャンピオンシップ優勝

- 1985年4月 流通経済大学創立20周年記念事業の一環として開校。普通科を設置。
- 1988年4月 普通科にII類（スポーツコース）を設置。
- 1990年4月 学校5日制を導入。
- 1999年4月 普通科にIII類（難関大学進学コース）を設置。
- 2000年4月 それまで習志野市立習志野高等学校サッカー部で監督を務めていた本田裕一郎がサッカー部監督に就任。
- 2002年9月 第二グラウンド（サッカー場）を新設。
- 2004年
  - 平成16年度全国高等学校総合体育大会サッカー競技大会　初出場
  - 高円宮杯第15回全日本ユース(U-18)サッカー選手権大会　ベスト8
- 2005年
  - 5月 グラウンド（ラグビー場、サッカー場）を人工芝化。
  - 12月 2005年度第84回全国高等学校サッカー選手権大会　初出場
- 2006年3月 野球グラウンド（両翼92m・センター120m)を新設。
- 2007年
  - 平成19年度全国高等学校総合体育大会サッカー競技大会　第3位
  - 10月 高円宮杯第18回全日本ユース(U-18)サッカー選手権大会　初優勝
- 2008年
  - 1月 2007年度第86回全国高等学校サッカー選手権大会　初優勝（出場2回目）
  - 8月 平成20年度全国高等学校総合体育大会サッカー競技大会　初優勝（雷雨のため市立船橋高校と両校優勝）
- 2012年1月 定員増加に合わせて仮校舎を建設。これに伴いバスターミナルを拡張している。
- 2013年12月 高円宮杯U-18サッカーリーグ2013 チャンピオンシップ　初優勝
- 2015年1月 ラグビー部の監督が部員への体罰で辞任[5][6][7][8][9][10]。同監督は2013年2月にも違法な指導で処分され報道されたことがあった[11][12]。
- 2017年
  - 6月 野球部監督が体罰で6ヶ月の謹慎処分[13]。
  - 8月 平成29年度全国高等学校総合体育大会サッカー競技大会　優勝
- 2018年7月 「アシックスカップ2018 第5回全国高等学校7人制ラグビーフットボール大会」優勝(初優勝)

。
- 2019年
  - 4月 ラグビー部 相亮太監督がジャパンラグビーコーチングアワード2018　【コーチ賞】 <変革賞>を受賞 [15]。
  - 5月 本田裕一郎が部員への怪我人イジメにより懲戒処分を受けた[16]。
- 2021年4月 普通科I類、普通科II類、普通科III類をそれぞれ普通科総合進学コース、普通科スポーツ進学コース[注釈 1]、普通科特別進学コースに改称[17]。
- 2023年4月 流通経済大学付属柏中学校 開校[18][19]。

## 所在地
- 〒277-0872 千葉県柏市十余二1番地20

北緯35度54分24秒 東経139度55分41秒 / 北緯35.90667度 東経139.92806度

## 交通
最寄駅は柏の葉キャンパス駅及び江戸川台駅で両駅を結ぶ東武バスで「流経大柏高校前」または「しろくま公園」下車。スクールバスもある。徒歩では30分以上かかる。
- 柏駅から東武バス「国立がん研究センター」行、「県民プラザ」下車徒歩約12分。
- 北柏駅発着便があったが2010年に廃止

## 設置学科
- 全日制課程
  - 普通科

以下は高等学校でのコース。前述のとおり、中入生は高入生とは別のクラスとなる。
- 普通科総合進学コース（国公立・私立大学進学コース、旧I類）

- 総合進学コースは週5日・6時間授業で、毎週土曜は午前中は科目選択授業がある。
- 総合進学コースでは自由選択でフランス語、ドイツ語、中国語の授業や英語講座がある。

- 普通科スポーツ進学コース（スポーツコース、旧II類）
- 普通科特別進学コース（国公立・最難関私立大学進学コース、旧III類）

- 特別進学コースは平日は7時間授業で、土曜は4時間授業である。

## 部活動
出典：
- サッカー部
- ラグビー部
- 硬式野球部
- 柔道部
- 剣道部
- 駅伝部
- 新体操部
- チアリーディング部
- バスケットボール部
- バレーボール部
- テニス部
- バドミントン部
- 弓道部
- 卓球部
- 吹奏楽部
- 書道部
- 放送部
- 演劇部
- 文芸部
- 茶華道部
- 美術部
- 軽音楽部
- 応援指導部
- 数理研究同好会
- ESS
- 筝曲部
- Science＆Technology Club
- 競技かるた部

## 著名な出身者
陸上
- ジョセファト・ダビリ
- 鈴木塁人

柔道
- 矢嵜雄大
- ネマニ・タカヤワ

ラグビー
- 大石嶺
- 湯原祐希
- 鈴木敬弘
- 森谷恒亮
- 小浜和己
- 西舘健太
- 川西智治
- 山崎基生
- 小野慎介
- 榎真生
- 辻直幸
- 山崎章平
- 高森一輝
- 山根皓太
- 木村友憲
- 合谷和弘
- 古村健太郎
- 堀米航平
- 新井翼
- 片岡涼亮
- 粥塚諒
- 坂本侑翼
- 津嘉山廉人
- 八木澤龍翔
- ワーナー・ディアンズ
- 作田駿介
- 横山伊織

サッカー
- 長谷川太郎
- 大谷秀和
- 深津康太
- 近藤祐介
- 船山祐二
- 足立原健二
- 阿部嵩
- 飯田真輝
- 赤井秀行
- 三門雄大
- 池田圭
- 平木良樹
- 椎名一馬
- 山下訓広
- 林彰洋
- 石川大徳
- 長谷川悠
- 千明聖典
- 白井裕人
- 大前元紀
- 比嘉祐介
- 小島聖矢
- 関田寛士
- 中里崇宏
- 村瀬勇太
- 上條宏晃
- 田口泰士
- 久場光
- 河本明人
- 石井雄輔
- 水木将人
- 島崎恭平
- 三渡洲舞人
- 増田繁人
- 吉田眞紀人
- 熊田陽樹
- 松澤香輝
- 鈴木翔登
- 進藤誠司
- 富田湧也
- 八角大智
- 湯澤聖人
- 中村慶太
- 田上大地
- 古波津辰希
- 寺島はるひ
- 呉屋大翔
- 真栄城兼哉
- 溝渕雄志
- 武田将平
- 坂田大樹
- 青木亮太
- 小泉慶
- 立花歩夢
- ジャーメイン良
- 市川侑麻
- 秋山陽介
- 今津佑太
- 小川諒也
- 澤田篤樹
- 高橋一輝
- 本村武揚
- 髙澤優也
- 加藤千尋
- 薄井覇斗
- 宮本優太
- 菊地泰智
- 鹿野修平
- 関川郁万
- 猪瀬康介
- 松原颯汰

その他
- 山口友和：俳優
- 内水融：漫画家
- 榎本大輔：実業家
- 菊田竜大：芸人
- 落合正和：評論家